# Sabine Egger
Sabine Egger, avstrijska alpska smučarka, * 22. april 1977, Globasnica.
Nastopila je na Olimpijskih igrah 1998, kjer je bila peta v slalomu, in dveh svetovnih prvenstvih, kjer je v isti disciplini osvojila četrto in deveto mesto. V svetovnem pokalu je tekmovala dvanajst sezon med letoma 1994 in 2005 ter dosegla dve zmagi in še osem uvrstitev na stopničke, vse v slalomu. V skupnem seštevku svetovnega pokala se je najvišje uvrstila na sedemnajsto mesto leta 1999, ko je osvojila slalomski mali kristalni globus.